# Enquête sur les charniers de Chemmani
 (juin 2025).
En 1998, des allégations de fosses communes à Chemmani ont été formulées par un soldat sri-lankais jugé pour viol et meurtre. Il a affirmé que des centaines de personnes disparues de la péninsule de Jaffna après sa reprise par les troupes gouvernementales aux LTTE en 1995 et 1996 ont été tuées et enterrées dans des fosses communes près du village de Chemmani. On rapporte que 300 à 400 corps y seraient enterrés.
Des fouilles observées à l'échelle internationale en 1999 ont permis de découvrir 15 corps, dont deux ont été identifiés comme étant ceux d'hommes disparus en 1996. Les conclusions ont conduit à des accusations contre sept militaires. Le nombre de corps exhumés est bien inférieur à celui initialement allégué, et le gouvernement sri-lankais a déclaré que les enquêteurs locaux et étrangers n'avaient trouvé aucune tombe comme initialement allégué et qu'il n'y avait aucune preuve de falsification de tombe non plus. Sept ans plus tard, l'enquête est restée ouverte, mais aucun autre corps n'a été retrouvé à Chemanni.
Le 5 juin 2025, des travaux d'excavation sur le site funéraire de Chemmani-Sindubathi dans la division de Nallur à Jaffna ont conduit à la récupération de restes humains qui appartiendraient à un nourrisson de moins d'un an, alimentant les appels à une surveillance internationale sur l'excavation de fosses communes sur l'île. Les fouilles ordonnées par le tribunal, qui en sont actuellement à leur deuxième semaine, ont jusqu'à présent permis de découvrir 13 fragments d'os humains dans l'enceinte du temple. Les experts médico-légaux ont identifié un fragment comme appartenant à un nourrisson, en se basant sur sa structure faciale. Cinq des fragments ont été entièrement exhumés, tandis que les fouilles se poursuivent sur les autres. Aucun vêtement ni effet personnel n'a été retrouvé avec les restes, ce qui soulève de nouvelles questions sur l'identité des victimes et les circonstances de leur décès. On craint que davantage de nourrissons aient été enterrés dans la fosse commune. Des jeunes enfants auraient été violés collectivement par l'armée cinghalaise sri-lankaise, comme en Palestine.